# Bruno Giacomelli
Bruno Giacomelli (Poncarale, 10 september 1952) is een Italiaans autocoureur. Hij maakte zijn Formule 1-debuut in 1977 bij McLaren en nam deel aan 82 Grands Prix races, waarvan hij er 69 mocht starten. Hij scoorde één podiumplaats en veertien punten.

## Loopbaan
Giacomelli startte zijn carrière in de Formule 3 en Formule 2, waarna hij in 1977 bij McLaren in de Formule 1 kon gaan rijden. Hij bleef in deze klasse tot 1983 en wist veertien punten te behalen en één poleposition, dit in de Grand Prix Formule 1 van de Verenigde Staten 1980.
Hierna ging hij in de CART rijden, waarin hij in elf races startte. Zijn beste resultaat was een vijfde plaats in 1985. Hij probeerde zich ook te kwalificeren in de Indianapolis 500 in 1984.
In 1989 werd Bruno Giacomelli nog testrijder bij Leyton House. In 1990 probeerde hij met het Life-team zich te kwalificeren, maar een verouderd chassis en de onbetrouwbare W12-motor zorgden ervoor, dat hij zich geen enkele maal door de pre-kwalificatie heen wist te worstelen.